# Abel Peralta
Sergio Abel Peralta (Mendoza, Argentina, 1 de marzo de 1989) es un futbolista argentino. Juega como lateral y volante por derecha. 

## Clubes
| Club                    | País      | Año         | Goles |
| ----------------------- | --------- | ----------- | ----- |
| Independiente Rivadavia | Argentina | 2008 - 2015 | 6     |
| Temperley               | Argentina | 2015 - 2017 | 3     |
| Patronato               | Argentina | 2017 - 2019 | 1     |